# Tror jeg elsker dig
Tror jeg elsker dig är en singelskiva av Nilla Nielsen, utgiven 1 april 2011.

## Låtlista
1. Tror jeg elsker dig - (Nilla Nielsen)

## Band
- Nilla Nielsen - Sång, gitarr, slagverk, klaviatur & programmering

## Fotnoter
1. ↑  nillanielsen.com - låtar - Tror jeg elsker dig Arkiverad 8 augusti 2014 hämtat från the Wayback Machine.